# 金基贤
金基贤（1984年5月18日—）是一名韩国现代五项运动员，身高1.75米，体重68千克。曾参加2010年广州亚运会现代五项比赛，并获得男子个人第五名和男子团体金牌。